# Chartrené
Chartrené – miejscowość i dawna gmina we Francji, w regionie Kraj Loary, w departamencie Maine i Loara. W 2013 roku jej populacja wynosiła 52 mieszkańców. 
1 stycznia 2016 roku połączono 10 wcześniejszych gmin: Baugé-en-Anjou, Bocé, Chartrené, Cheviré-le-Rouge, Clefs-Val d’Anjou, Cuon, Échemiré, Fougeré, Le Guédeniau oraz Saint-Quentin-lès-Beaurepaire. Siedzibą gminy została miejscowość Baugé-en-Anjou, a nowa gmina przyjęła jej nazwę. 